# Soulèvement militaire de 2010 en Guinée-Bissau
 (février 2022).
La mise en forme du texte ne suit pas les recommandations de Wikipédia : il faut le « wikifier ».
Les points d'amélioration suivants sont les cas les plus fréquents :
- Les titres sont pré-formatés par le logiciel. Ils ne sont ni en capitales, ni en gras.
- Le texte ne doit pas être écrit en capitales (les noms de famille non plus), ni en gras, ni en italique, ni en « petit »…
- Le gras n'est utilisé que pour surligner le titre de l'article dans l'introduction, une seule fois.
- L'italique est rarement utilisé : mots en langue étrangère, titres d'œuvres, noms de bateaux, etc.
- Les citations ne sont pas en italique mais en corps de texte normal. Elles sont entourées par des guillemets français : « et ».
- Les listes à puces sont à éviter, des paragraphes rédigés étant largement préférés. Les tableaux sont à réserver à la présentation de données structurées (résultats, etc.).
- Les appels de note de bas de page (petits chiffres en exposant, introduits par l'outil «  Source ») sont à placer entre la fin de phrase et le point final[comme ça].
- Les liens internes (vers d'autres articles de Wikipédia) sont à choisir avec parcimonie. Créez des liens vers des articles approfondissant le sujet. Les termes génériques sans rapport avec le sujet sont à éviter, ainsi que les répétitions de liens vers un même terme.
- Les liens externes sont à placer uniquement dans une section « Liens externes », à la fin de l'article. Ces liens sont à choisir avec parcimonie suivant les règles définies. Si un lien sert de source à l'article, son insertion dans le texte est à faire par les notes de bas de page.
- La présentation des références doit suivre les conventions bibliographiques. Il est recommandé d'utiliser les modèles {{Ouvrage}}, {{Chapitre}}, {{Article}}, {{Lien web}} et/ou {{Bibliographie}}. Le mode d'édition visuel peut mettre en forme automatiquement les références.
- Insérer une infobox (cadre d'informations à droite) n'est pas obligatoire pour parachever la mise en page.

Pour une aide détaillée, merci de consulter Aide:Wikification.
Si vous pensez que ces points ont été résolus, vous pouvez retirer ce bandeau et améliorer la mise en forme d'un autre article.
Le soulèvement militaire de 2010 en Guinée-Bissau est survenu le 1er avril 2010 en Guinée-Bissau lorsque le Premier ministre Carlos Gomes Júnior a été assigné à résidence par des soldats, qui ont également détenu le chef d'état-major de l'armée Zamora Induta (en). Les partisans de Gomes et de son parti, le PAIGC, ont réagi au déplacement des militaires en manifestant dans la capitale Bissau. Antonio Indjai (en), le chef d'état-major adjoint, a alors averti qu'il ferait tuer Gomes si les manifestations se poursuivaient.

## Événements du1eravril
Dans la matinée du 1er avril 2010, le bureau du Premier ministre Carlos Gomes Junior a été assiégé par des militaires. Gomes a été arrêté par les soldats et transféré dans un camp militaire, bien qu'il ait été ramené chez lui plus tard dans la journée et gardé là-bas. Zamora Induta, le chef d'état-major de l'armée, a également été arrêté et détenu au camp. L'amiral Bubo Na Tchuto (en), qui s'était réfugié dans l'enceinte des Nations unies à Bissau 95 jours auparavant en raison d'allégations de complot de coup d'État, a été arrêté par des soldats et est rapidement devenu l'un de leurs dirigeants.
Après la prise de Gomes par les soldats, des centaines de ses partisans ont manifesté près de son bureau, puis de son domicile, pour protester contre les actions des soldats. Lors d'une conférence de presse, le sous-chef d'état-major de l'armée, Antonio Indjai, a averti les manifestants qu'il ferait tuer Gomes s'ils ne mettaient pas fin à leur manifestation. Il a également qualifié Gomes de "criminel" qui devrait être jugé. Na Tchuto, quant à lui, a exprimé son mépris pour les manifestants, affirmant qu'ils n'avaient manifesté aucun soutien envers lui-même alors qu'il était coincé dans l'enceinte de l'ONU : "J'ai passé 11 ans à lutter pour l'indépendance de la Guinée-Bissau. Gomes n'a pas pris participer à ce combat. Si la population continue à descendre dans les rues, j'enverrai des militaires pour nettoyer les rues". Les manifestants se sont ensuite dispersés, tenant apparemment compte des avertissements.
Malgré ses premières déclarations belliqueuses, Indjai a adopté un ton moins conflictuel plus tard dans la journée, qualifiant les événements de "problème purement militaire" et affirmant qu'ils "ne concernent pas le gouvernement civil". Il a également souligné que "les institutions militaires restent et resteront soumises au pouvoir politique". Le président Malam Bacai Sanhá a qualifié les événements de la même manière et a déclaré qu'il chercherait "une solution à l'amiable à ce problème".

## Événements ultérieurs
La situation était moins tendue le 2 avril et la radio ne diffusait plus la musique martiale initialement interprétée comme signifiant une tentative de coup d'État. Le gouvernement a tenu une réunion et a condamné le traitement de Gomes par les soldats. Par la suite, les soldats ont emmené Gomes rencontrer le président Sanhá ; après la réunion, Gomes a déclaré qu'il ne démissionnerait pas. Il a semblé minimiser la situation, la décrivant comme un "incident" et affirmant que "les institutions reprendront leurs fonctions normales".
Une délégation conduite par le conseiller présidentiel Mario Cabral a rendu visite à Induta, qui était toujours détenu dans une caserne, le 3 avril. Selon Cabral, Induta était "bien traité et va bien". Le Premier ministre Gomes a quitté la Guinée-Bissau fin avril 2010 et s'est rendu au Portugal, où il est resté plusieurs mois ; son séjour prolongé au Portugal a été officiellement expliqué comme étant lié à sa santé. Il est finalement revenu à Bissau le 16 juin. À son retour, il a juré que lui et son gouvernement resteraient en fonction et qu'il ne démissionnerait pas; il a dit qu'il ne pouvait être révoqué que par un congrès extraordinaire du PAIGC. Tout en se décrivant comme un "facteur de stabilité", il a affirmé que ses efforts pour "sortir de la crise politique" dépendaient de "la bonne volonté des gens qui tentent à tout prix de plonger le pays dans le chaos". Gomes a rencontré Indjai, qui a ensuite déclaré que lui et Gomes pouvaient coopérer et que "tout a maintenant été réglé".